# Георги Прванов
Георги Седефчов Прванов (буг. Георги Седефчов Първанов; Сириштник, 28. јуна 1957) је трећи по реду председник Бугарске, од 2002. године до 2012. године.
Дана 22. јануара 2002. године постао је председник пошто је на изборима поразио свог претходника Петра Стојанова у другом кругу. Прванов је крајем 2006. године освојио други мандат након победе над Воленом Сидеровом у другом кругу. Члан је Бугарске социјалистичке странке (БСП).